# 四柱清真寺
四柱清真寺（阿拉伯语：‎）是索馬里首都摩加迪沙的一座清真寺。
清真寺建於伊斯蘭曆667年，即公元1268-69年間，與法赫魯·丁清真寺同是市內最古老的清真寺之一。寺內的米哈拉布刻有銘文，說明了清真寺建成日期，並紀念清真寺的創建人、庫舒拉‧伊本‧穆巴拉克‧設拉子（又名庫舒拉‧伊本‧穆罕默德）。